# Мадонна Пезаро
Мадо́нна Пе́заро, Алтарь Пезаро (итал. La Pala Pesaro, Madonna di Ca’ Pesaro — алтарь Пезаро) — алтарный образ, картина, написанная выдающимся живописцем эпохи итальянского Возрождения венецианской школы Тицианом Вечеллио в период 1519—1526 годов. Картина написана маслом на дереве, её размер 478×268 см. Находится в алтаре базилики Санта-Мария-Глорьоза-дей-Фрари в Венеции. Несколько лет в алтаре церкви экспонировалась фотокопия картины. 21 сентября 2017 года после четырёхлетней реставрации оригинал был возвращён на своё место.

## История
Картина была заказана Тициану 24 апреля 1519 года Якопо Пезаро, епископом Пафоса на острове Кипр, чья семья приобрела в 1518 году капеллу в базилике Фрари в Венеции, той самой, для которой Тициан написал образ главного алтаря: «Вознесение Девы Марии, или Ассунта» (1516—1518). Сам Якопо Пезаро погребён у правой стены капеллы. Капелла была освящена в честь Непорочного зачатия Девы Марии (лат. Immaculata conceptio). «Алтарь Пезаро» создавался в благодарность Деве Марии за победу над турецким флотом у крепости Санта-Маура на острове Лефкас 28 июня 1502 года в ходе турецко-венецианских войн. Алтарь был торжественно открыт 8 декабря 1526 года.

## Композиция
Тициан в этом произведении следовал традиционной для венецианской живописи иконографии «Святого собеседования» (итал. Sacra Conversazione, однако создал оригинальную композицию триумфального характера с угловой (ракурсной) перспективой, рассчитанной на боковую точку зрения человека, продвигающегося вдоль левого нефа к главному алтарю. Тем самым Тициан смело нарушил ренессансную традицию симметричных композиций и прямой линейной перспективы, в центральной точке которой художники обычно помещали образы Христа или Девы Марии. Динамика композиции предвещает характерные приёмы алтарной живописи эпохи барокко.
Изобразительное пространство запрестольного образа создаёт своего рода иллюзорное окно, в котором престол Мадонны с Младенцем Иисусом помещён на высокий гипотетический алтарь и, что необычно, — на ступенях входа в воображаемый храм с мощными колоннами. Таким образом, действие перенесено из интерьера храма в портик огромного сооружения, которое угадывается по размеру колонн, что ещё более подчёркивает величественность происходящего. Справа (слева от Мадонны) — Франциск Ассизский (со стигматами) и Антоний Падуанский. У подножия престола — Апостол Пётр (в жёлтых и синих геральдических цветах семьи Пезаро). Сам заказчик (слева) — Якопо Пезаро — преклонил колени перед Святым Петром и Мадонной. Позади него — оруженосец, предположительно Святой Георгий Победоносец со знаменем семьи Пезаро-Борджиа, украшенным ветвями лавра, указывающими на военную и духовную победу. Справа представлены члены семьи заказчика: Франческо в красной вышитой мантии, за ним Антонио Фантино и Джованни, ниже маленький Леонардо, племянник Франческо, обращён лицом к зрителю. Святые Франциск и Антоний Падуанский (омонимы двух братьев заказчика алтаря), считались небесными покровителями семьи, а также патронами культа Непорочного Зачатия, которому посвящена капелла.
Историк Герино Ловато выдвинул гипотезу о том, что художник изобразил не Святого Георгия, а воина Сантьяго Матаморос (Святого Иакова Старшего «Мавроборца»), восставшего против неверных в образе Сулеймана Великолепного (показан в белом тюрбане), и заставляет его обратиться к Мадонне, а рядом с Франциском (справа) показан брат Лео, спутник Франциска на горе Ла Верна, где он стал свидетелем чуда появления стигматов; он отводит взгляд, призывая посвятить присутствующих внутреннему созерцанию. Младенец, защищенный покрывалом Матери, обращён к Франциску и, кажется, с интересом рассматривает его стигматы как прообраз собственных Страстей. Вверху два ангелочка на тёмном облаке играют с крестом.
Цветовое решение картины достойно наивысшей оценки: яркие и переливчатые тона, разнообразная фактура тканей (излюбленная тема всех венецианцев), хроматические контрасты усиливают пространственность композиции. Но, как отмечают многие критики, лучшее в этой картине и одно из лучших проявлений портретного жанра в истории мировой живописи — это портреты членов семьи Пезаро. Тициан, вероятно, написал их не без влияния шедевра Рафаэля: портретов швейцарских гвардейцев в композиции «Месса в Больсене» в станцах Ватикана. Не случайно Б. Р. Виппер отмечал, что именно с 1520-х годов «совершается важный перелом и в портретном искусстве Тициана».

## Детали картины

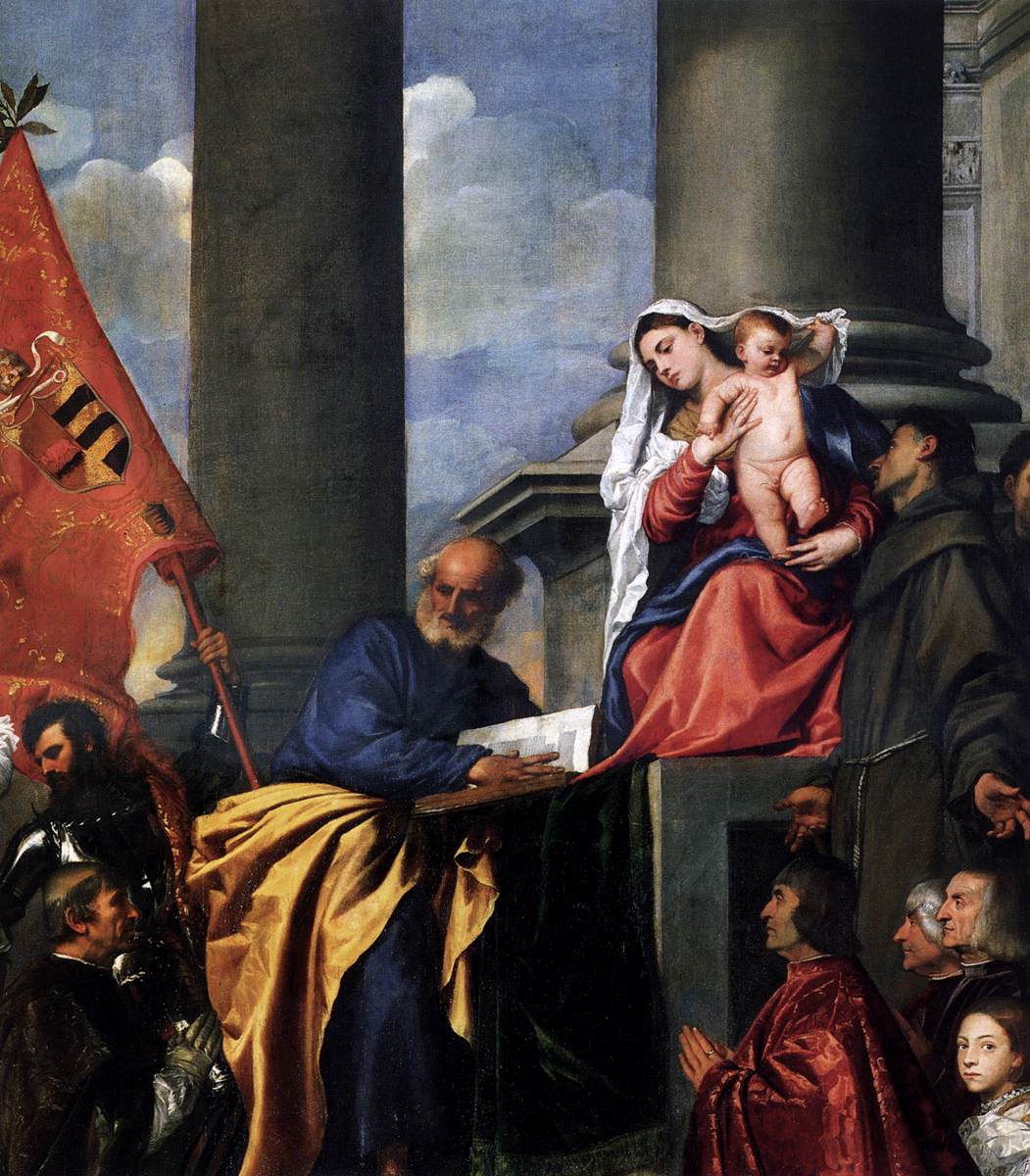
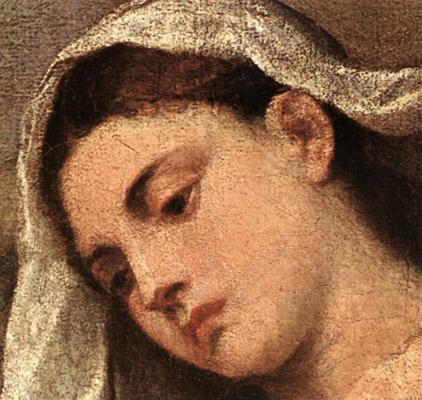
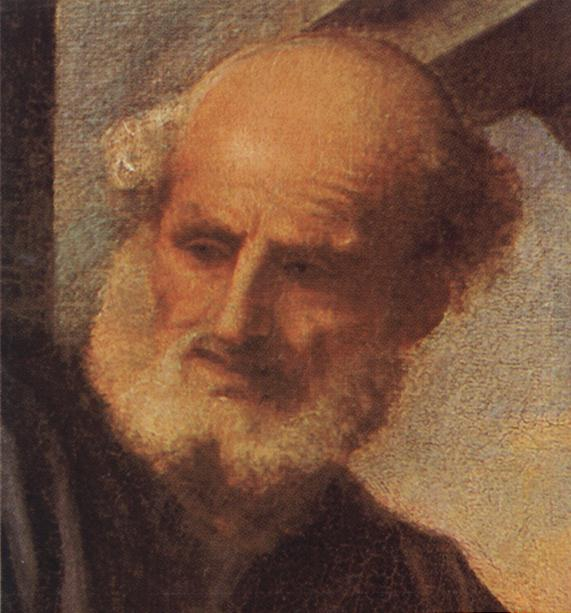
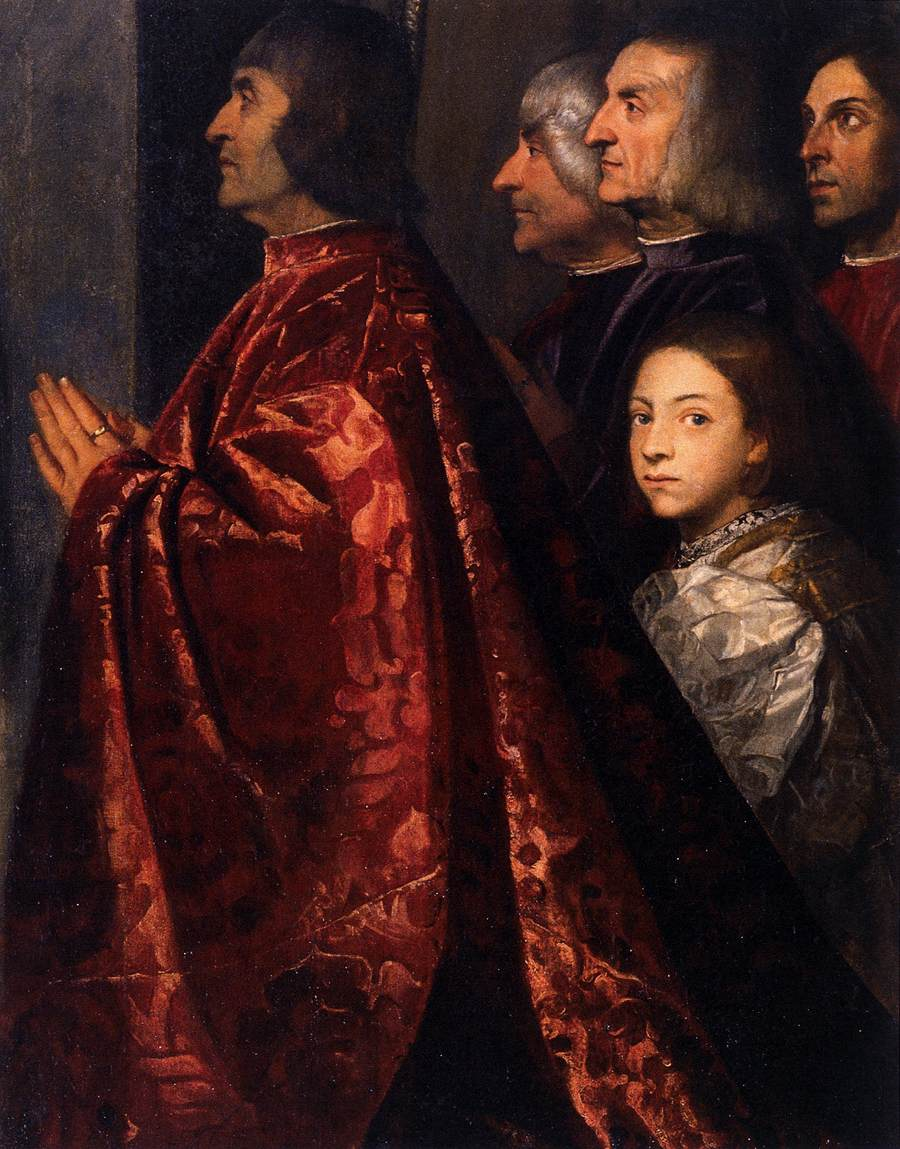